# Brandstatt (Gemeinde Stanz)
Brandstatt ist eine Ortschaft und als Brandstattgraben eine Katastralgemeinde der Gemeinde Stanz im Mürztal im Bezirk Bruck-Mürzzuschlag in Steiermark.
Die Streusiedlung besteht aus dem Weiler Vorder Eben sowie aus mehreren Einzellagen und befindet sich südlich von Stanz am nördlichen Abfall des Hochschlages (1580 m ü. A.) in den Fischbacher Alpen.

## Siedlungsentwicklung
Zum Jahreswechsel 1979/1980 befanden sich in der Katastralgemeinde Brandstattgraben insgesamt 79 Bauflächen mit 65.902 m² und 51 Gärten auf 55.682 m², 1989/1990 gab es 108 Bauflächen. 1999/2000 war die Zahl der Bauflächen auf 297 angewachsen und 2009/2010 bestanden 143 Gebäude auf 300 Bauflächen.

## Bodennutzung
Die Katastralgemeinde ist land- und forstwirtschaftlich geprägt. 378 Hektar wurden zum Jahreswechsel 1979/1980 landwirtschaftlich genutzt und 885 Hektar waren forstwirtschaftlich geführte Waldflächen. 1999/2000 wurde auf 204 Hektar Landwirtschaft betrieben und 1.028 Hektar waren als forstwirtschaftlich genutzte Flächen ausgewiesen. Ende 2018 waren 175 Hektar als landwirtschaftliche Flächen genutzt und Forstwirtschaft wurde auf 1.034 Hektar betrieben. Die durchschnittliche Bodenklimazahl von Brandstattgraben beträgt 18,2 (Stand 2010).